# Геннінґ Мюлайтнер
Геннінґ Мюлайтнер (нім. Henning Mühlleitner, 15 липня 1997) — німецький плавець.
Чемпіон Європи з водних видів спорту 2018 року.